# اهدای کنستانتین

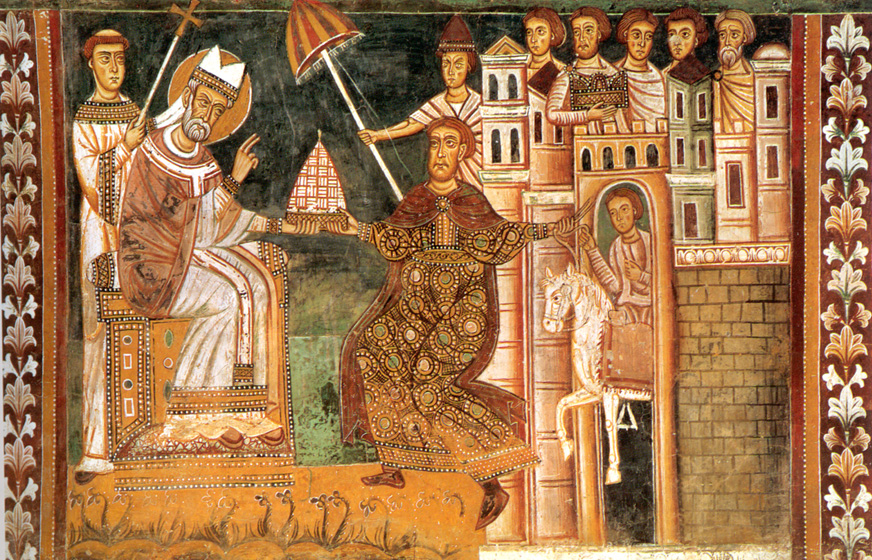
نقاشی دیواری قرن سیزدهمی از سیلوستر اول و کنستانتین بزرگ که اهدای ادعایی را نشان می‌دهد (سانتی کواترو کوروناتی، رم)

هدیه کنستانتین (Latin: Donatio Constantini) یک فرمان جعلی امپراتور روم است که به موجب آن امپراتور قرن چهارم، کنستانتین بزرگ ظاهراً اختیار روم و بخش غربی امپراتوری روم را به پاپ منتقل کرد. این سند جعلی که احتمالاً در قرن هشتم ساخته شده، به ویژه در قرن سیزدهم برای حمایت از ادعای قدرت سیاسی توسط پاپ استفاده می‌شد. در بسیاری از نسخه‌های خطی موجود (نسخه‌های دست‌نویس سند)، از جمله قدیمی‌ترین آنها، این سند عنوان Constitutum domini Constantini imperatoris را دارد.
لورنزو والا، کشیش کاتولیک ایتالیایی و انسان‌گرای دوره رنسانس، برای اولین بار این جعل را با استدلال‌های فیلولوژیکی محکم در سال‌های ۱۴۳۹ – ۱۴۴۰ افشا کرد، اگرچه صحت سند از سال ۱۰۰۱ مکرراً مورد اعتراض قرار گرفته بود.